# كلوي كاتس
كلوي كاتس (بالإنجليزية: Chloé Katz)‏ هي متزلجة فنية أمريكية، ولدت في 16 مارس 1986 في نيويورك في الولايات المتحدة.

## وصلات خارجية
- كلوي كاتس على موقع الاتحاد الدولي للتزلج (الإنجليزية)